# Savo Spacal
Savo Spacal, italijanski zdravnik psihiater slovenskega rodu, * 10. maj 1943, Trst, † 23. september 1989, Trst.
Rodil se je v družini slikarja Lojzeta in učiteljice Milojke Spacal rojene Vodopivec. Maturiral je na klasičnem liceju v Trstu ter končal študij medicine na fakulteti v Ljubljani. Nato je odšel v New York, kjer je specializiral psihiatrijo. Dobil je več ponudb, da bi ostal v Združenih državah Amerike, vendar se je leta 1976 vrnil v Trst, kjer je delal kot psihoanalitik in psihoterapevt. Objavljal je strokovne razprave o odnosih med spoznavanjem sebe in spremembami psihične strukture. Bil je redni član mednarodne psihoanalitične zveze, ustanovni član Psihoanalitičnega centra za deželo Benečijo ter član uredniškega odbora Rivista Italiana di Psicoanalisi. Veliko 
časa pa je namenil tudi problemom slovenske manjšine v Italiji.